# 社会選択理論
社会選択理論（しゃかいせんたくりろん、英語: social choice theory）は、個人の持つ多様な選好（preference）を基に、個人の集合体としての社会の選好の集計方法、社会による選択ルールの決め方、そして社会が望ましい決定を行なうようなメカニズムの設計方法のあり方を解明する理論体系である。経済学者と政治学者の両方により研究され、資源配分ルールや投票ルールの評価や設計は一貫して主要な課題となっている。集合的選択理論（collective choice theory）とも言われる。

## 集合的決定に関する先駆的研究と社会選択理論の確立
社会選択理論は20世紀の中頃、1950年代に確立された比較的新しい学問分野とされている。しかし社会選択理論の扱う集合的な決定に関する研究は、少なくとも18世紀に遡ることが出来る。そうした先駆的研究の中でもよく知られているのは、ジャン＝シャルル・ド・ボルダとコンドルセによるものである。ボルダは決定の参与者全員が満足するような投票による決定の手続き・ルールを考察し、後にボルダ方式と呼ばれる方式の基礎を形作った。一方のコンドルセは多数決投票法による決定について考察し、いわゆるコンドルセのパラドックスを発見した。これは多数決投票法の困難を示すものであった。
こうした集合的決定の研究、とりわけコンドルセのパラドックスの発見を受け継いで確立されたのがケネス・アローの一般可能性定理である。一般可能性定理は多数決投票に限らずあらゆる決定の方法が、決定が受け入れられるのに必要と考えられる最小限の条件すら満たし得ないことを示した。この集合的決定の困難を証明したアローの定理は様々な方面に衝撃を与え、一連の重要な理論的研究を生み出した。これにより社会選択理論が一つの新しい学問分野として確立されたわけである。

## 社会選択理論と政治学
社会選択理論は、個人の選好から出発して集団的な決定を下す実際の過程と、そのルールや方法を扱うものである。このような性質を持つため、政治学に対して重要な意味合いを持つ。政治は人間の集団における意思決定を内包するものであるからだ。例えば議会で法案を成立させることは典型的な政治的行為だが、この際にも様々な形で意思決定を行うことが必要とされる。こうした社会選択理論の政治学上の意義は広く認識されてきた。例えば経済学者ポール・サミュエルソンはアローの一般可能性定理に対するコメントにおいて、アローの研究は数理政治学（mathematical politics）に対して大きな貢献をなしたと認めている。
実際に実証政治理論（positive political theory）と呼ばれる、社会選択理論を摂取した分野が1960年代に確立された。この実証政治理論の中心的な担い手は、ロチェスター大学政治学部の教授を長年務めたウィリアム・ライカーとその門下生であった。ライカー達は自己の効用を最大にするという行動原理に基づいて形成された個人の選好から、個人の集合体としての社会の決定を導くプロセスとして政治を捉えた。このような特徴を持つ政治を分析するための道具としてライカーらは社会選択理論とゲーム理論を中心に据え、この二つを核に実証政治理論を確立した。。
しかし、主流派の政治学においては社会学の影響が強く、主に経済学から発展した社会選択理論は必ずしも高い評価を得ていない。従来の政治学は利益団体など集団を基礎に政治過程を捉えてきたが、その方法論は個人を分析の基礎とする、すなわち方法論的個人主義に依拠する社会選択理論ないしは実証政治理論とは全く異なるものであったからだ。従って実証政治理論の政治学に占める地位も、当初はごく小さいものであり、実証政治理論は異端視されていたと言ってよい状況にあった。。また実証政治理論の研究者たちは、その初期の段階において抽象的な理論的研究に力を入れてきた。このことも実証政治理論が異端視される要因となったと考えられる。しかし1980年代以降、実証政治理論やその基礎となる社会選択理論の有意性は認められることとなった。その契機となったのはアメリカ連邦議会研究に代表される、実証政治理論による政治過程の実証的な分析の本格化であった。現在では実証政治理論は政治学における最も有力な分析手法の一つである。